# 정병래
정병래(李光洙, 1963년 10월 1일 ~ )는 대한민국의 기업인이다.

## 학력
- 2010년 한양대학교 경영전문대학원 최고경영자과정 수료
- 1986년 전남대학교 토목공학 학사
- 1982년 조선대학교 부속고등학교 졸업

## 경력
- 2014년 11월 : ㈜유탑디앤씨 설립
- 2014년 10월 : 유탑그룹 회장
- 2011년 3월 : ㈜유탑엔지니어링건축사사무소 대표이사 취임
- 2003년 8월 : ㈜유탑건설 설립
- 1995년 10월 : 동신기술개발(주) 상무이사
- 1995년 7월  : 토목시공기술사 취득

## 수상
- 2013년 : 기획재정부장관 표창장
- 2013년 : 나로호 개발 표창장
- 2020년: 대한민국 창조경영 2020 고객만족경영부문 수상